# Ухані (гміна)
Гміна Ухані (пол. Gmina Uchanie, ґміна Ухане) — сільська гміна у східній Польщі. Належить до Грубешівського повіту Люблінського воєводства.
Станом на 31 грудня 2011 у гміні проживало 4941 особа.

## Площа
Згідно з даними за 2007 рік площа гміни становила 120.75 км², у тому числі:
- орні землі: 78.00 %
- ліси: 16.00 %

Таким чином, площа гміни становить 9.51 % площі повіту.

## Населення
Станом на 31 грудня 2011:
| Опис     | Загалом | Загалом | Чоловіки | Чоловіки | Жінки | Жінки |
| -------- | ------- | ------- | -------- | -------- | ----- | ----- |
| одиниця  | осіб    | %       | осіб     | %        | осіб  | %     |
| все      | 4941    | 100     | 2467     | 49.93    | 2474  | 50.07 |
| міське   | 0       | 100     | 0        |          | 0     |       |
| сільське | 4941    | 100     | 2467     | 49.93    | 2474  | 50.07 |

## Населені пункти
Гміна складається з 29 сіл, як, у свою чергу, кожне становить повноцінну адміністративну одиницю — солтиство.
- Аурелін
- Бяловоди
- Бокіня
- Хижевичі
- Дрогічани
- Дембіна
- Феліксув
- Ґлініска
- Ярославець
- Лемішув
- Лущув
- Лущув-Колонія
- Марисін
- Мідники
- Мойславиці
- Мойславиці-Колонія
- Одлетайка
- Пелакі
- Гірські Путновиці
- Розкошувка
- Сташіц
- Тератин
- Тератин-Колонія
- Ухані
- Ухані-Колонія
- Воля Уханьська
- Високе

Поселення без статусу солтиства:
- Ястшембец

## Сусідні гміни
Гміна Ухані межує з такими гмінами: Білопілля, Грабовець, Грубешів, Тріщани, Войславичі.

## Історія
Гміна (волость) Ярославець утворена в 1867 р. у складі Грубешівського повіту Люблінської губернії Російської імперії. Територія становила 16 502 морги (приблизно 92,4 км²), було 6 460 мешканців.
За переписом 1905 р. у волості було 10694 десятини землі (приблизно 116,8 км²), 1102 будинки і 10905 мешканців.
У 1912 р. волость разом з повітом перейшла до Холмської губернії.
У 1915 р. перед наступом німецьких військ російською армією спалені українські села і більшість українців були вивезені углиб Російської імперії, звідки повертались уже після закінчення війни. Натомість поляків не вивозили. В 1919 р. після окупації Польщею Холмщини гміна у складі повіту включена до Люблінського воєводства Польської республіки. 18 грудня 1925 р. гміна перейменована на гміну Ухане.